# Lysiosquillidae
Lysiosquillidae is een familie van kreeftachtigen uit de klasse van de Malacostraca (Hogere kreeftachtigen).

## Geslachten
- Lysiosquilla Dana, 1852
- Lysiosquillina Manning, 1995
- Lysiosquilloides Manning, 1977